# خبز دولمالك
خبز دولمالك أو وعاء الخبز (بالتركية: Dolmalık ekmek)‏ (بالإنجليزية: Bread bowl)‏ هو نوع من خبز الخميرة. وهو خبز موجود في المطبخ العثماني. أثناء تحضير العجينة تُضاف الشربات بعد الدقيق والماء والملح والخميرة. يتم استخدامه لصنع الخبز المحشو. يتم إعداده حصريًا لموائد شهر رمضان في منطقة بحر إيجه، في موسم واحد فقط في السنة. على عكس أنواع الخبز الأخرى، يتم تحضير الخبز المحشو من عجينة أكثر ليونة. لجعل العجينة طرية يضاف إليها الشربات. يخبز الخبز المحشو على درجة حرارة أعلى من 250 درجة حتى تصبح العجينة رقيقة.

## معرض صور

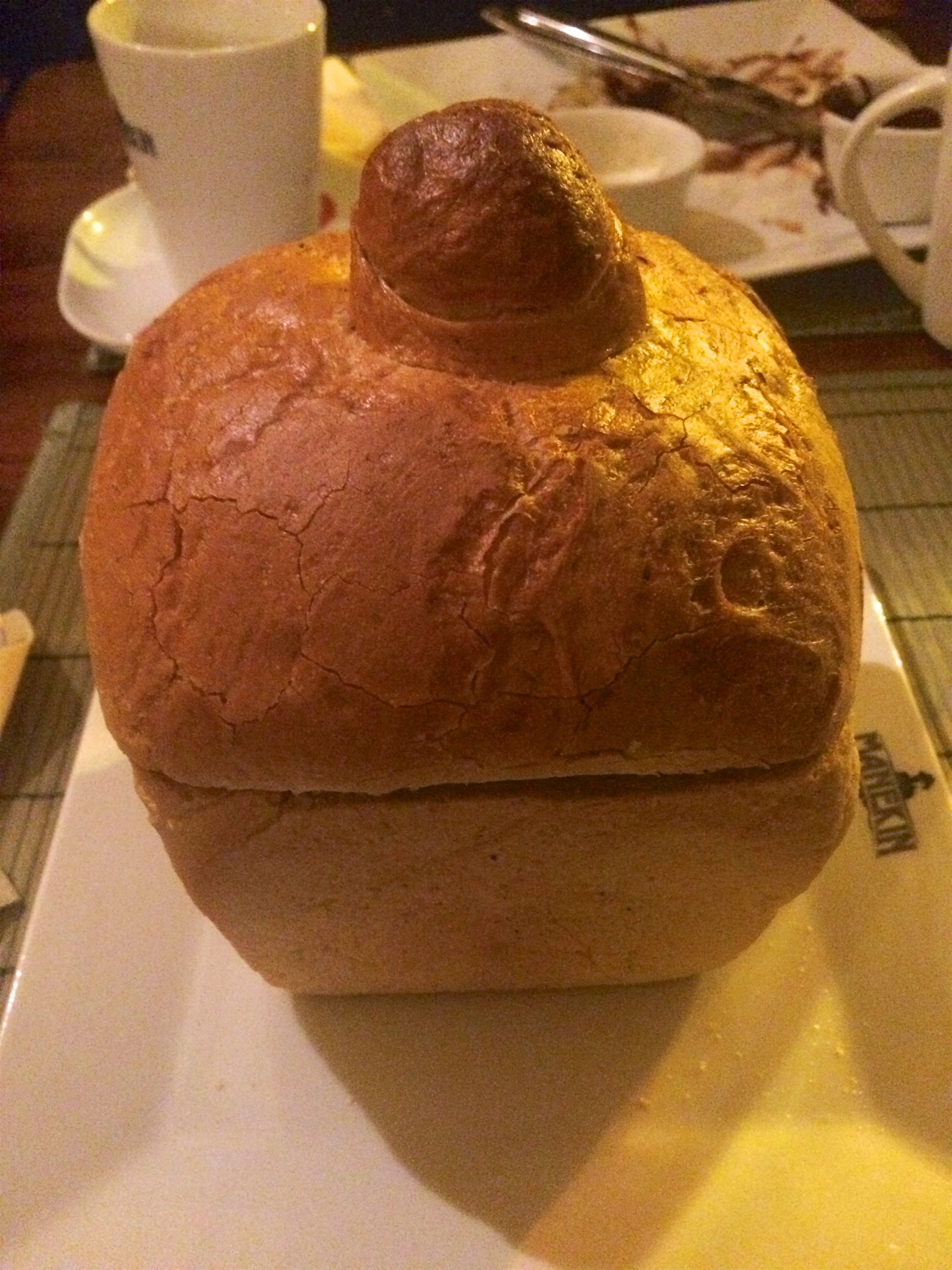
وعاء الحساء المصنوع من الخبز، في بولندا.
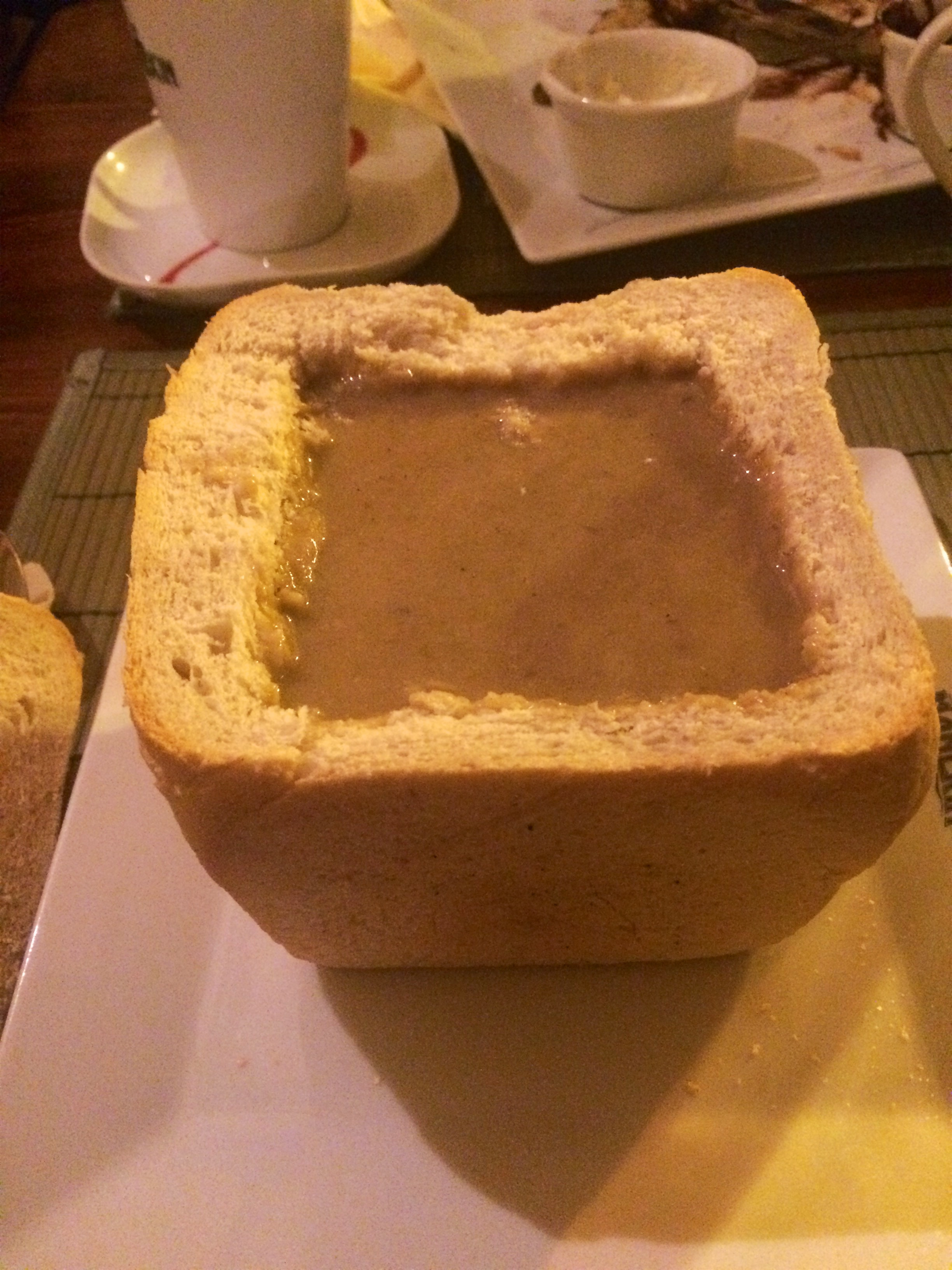
وعاء الخبز المملوء بشوربة كريمة الفطر [الإنجليزية].